# Araneus pichoni
Araneus pichoni là một loài nhện trong họ Araneidae.
Loài này thuộc chi Araneus. Araneus pichoni được Ehrenfried Schenkel-Haas miêu tả năm 1963.